# Gynandrobrotica imitans
Gynandrobrotica imitans es una especie de insecto coleóptero de la familia Chrysomelidae.
Fue descrita científicamente en 1879 por Martín Jacoby.